# Röell

Röell (ook Roëll) is een Nederlands regentengeslacht, dat afstamt van een gelijknamig Duits adellijk geslacht.
Johann von Röell (1599-1656), door koop in 1647 heer van Dölberg in Westfalen, is stamvader van de Duitse adellijke tak. Vanwege zijn optreden in de Dertigjarige Oorlog werd hij in de Duitse adelstand verheven. Hij nam deel aan het beruchte Beleg van Maagdenburg als luitenant-kolonel. Zijn jongste zoon Herman Alexander Röell, die zich in 1670 in Nederland vestigde, werd een bekend hoogleraar theologie in Franeker en Utrecht. Hij is de stamvader van de Nederlandse tak Röell, die diverse staatslieden voortbracht. In 1815 werd diens nazaat, de staatsman Willem Frederik Röell, als eerste van de tak in de Nederlandse adel opgenomen. In 1819 werd hem de titel van baron met overgang bij recht van eerstgeboorte verleend. Andere leden van het geslacht werden tot 1892 ingelijfd in de Nederlandse adel.  De uitspraak van Röell is Reu-el, zoals de trema op de o weergeeft. Dit verschilt met de uitspraak van Roëll, waarbij de trema op de e staat (uitspraak Ro-el). 
Behalve theologen, staatslieden en bestuurders leverde het geslacht vele hofdienaren en twee roeiers op.

## Herkomst
Als oorspronkelijke herkomst van het geslacht wordt de Elzas of Zweden vermoed. Röell (Roëll) stamt af een Bourgondische oeradel, Roeille waarvan Röell (Roëll) is afgeleid betekent geschreeuw van de beer.
De eerste bekende documentatie (1573) verwijst naar Jacob Roëll (Ruell, Rueil), Apotheker en burger te Dortmund.  
Zijn zoon Johann von Roëll (*1594; †1656) trad in Hessische dienst (Landgraafschap Hessen-Kassel) en sinds 1642 in Brandenburgse dienst (Mark Brandenburg). Als kolonel kreeg hij het riddergoed Dölberg in Lünern toegewezen voor zijn bewezen dienst. Zijn rouwbord bevindt zich in de kerk te Lünern.

## Bekende telgen
- Herman Alexander Röell (1653-1718), theoloog
- Willem Röell (1700-1775), professor
- Willem Frederik baron Röell (1767-1835), staatsman
- Willem baron Röell van Hazerswoude (1793-1841), staatsman
- Herman Hendrik baron Röell (1806-1883), Commissaris van de Koning
- Willem baron Röell (1837-1915), staatsraad
- Jhr. Jacob Alexander Röell (1838-1924), staatsman
- Jhr. Joan Röell (1844-1914), minister-president van het naar hem genoemde kabinet-Röell (1894-1897)
- Antonie baron Röell (1864-1940), burgemeester van Leeuwarden, Arnhem, Amsterdam en Commissaris van de Koningin
- Jhr. Cornelis Röell (1867-1907), burgemeester
- Jhr. mr. dr. Willem Frederik Röell (1870-1942), bankier, politicus en kamerheer in buitengewone dienst
- Jhr. David Cornelis Röell (1894-1961), hoofddirecteur van het Rijksmuseum
- jhr. mr. Herman Hendrik Röell (1899-1951), burgemeester
- Jhr. Willem Frederik (Frits) Röell (1903-1984), directeur van het Kabinet van de Koningin
- Jkvr. Johanna Carlotta Carolina Röell, Lotti Röell (1911-1998) geheim agente
- Jkvr. Catharina Elisabeth Boudewina Röell (1911-1995), hofdame
- Jhr. Joan Willem Röell (1915-2000), griffier Eerste Kamer
- Jhr. ir. Rutger Röell (1929-2009), roeicoach
- Jhr. mr. Eduard Röell (1937-2002), ambassadeur
- Jhr. Th. S. Röell (1952), vicepresident van de rechtbank Haarlem, kamerheer van de koningin sinds 2011
- Willem Frederik Antonie baron Röell van Hazerswoude (1955), 1995 adjudant van de koningin en in 1999 benoemd tot adjudant in buitengewone dienst van de koningin
- Jhr. Mark Röell (1965), burgemeester
- Jhr. Boudewijn Röell (1989), roeier

## Wapens

(1817)
(1818)
(1874)
(1886)